# Storfadertjärnen (Älvdalens socken, Dalarna, 678326-139163)
Storfadertjärnen är en sjö i Älvdalens kommun i Dalarna och ingår i Dalälvens huvudavrinningsområde.